# Carta de ventas
La carta de ventas es un término utilizado en marketing y especialmente en marketing por internet o network marketing, para referirse al conjunto de textos y gráficos que componen la presentación de una oferta de un producto, servicio o recurso en una página web. Mantiene una estructura jerarquizada en diferentes compartimentos con objetivos diferenciados para cada uno de ellos y cuyo fin último es llevar al prospecto a tomar una determinada acción: De suscripción o compra.
Este tipo de formato presentación de ofertas no es originario del marketing por Internet, pues proviene del marketing directo, que es donde principalmente se comenzó a utilizar, para motivar a los receptores de las piezas de marketing a comprar un producto, realizar una llamada telefónica para solicitar más información o rellenar un pedido. Aunque en la actualidad está tomando un gran auge con Internet al estar convirtiéndose en una de las formas más efectivas de llevar a los prospectos a realizar la acción objetivo de la carta de ventas.

## Estructura básica de una carta de ventas
En Internet los visitantes de una página web leen de arriba hacia abajo, de forma que la carta de ventas se estructura en una serie de bloques que se organizan igualmente de arriba hacia abajo y cuyo fin es desde llamar la atención del potencial cliente, hasta motivarle a la acción de compra.
Bloque encabezadoEste es el primer bloque de la estructura de una carta de ventas y su principal objetivo es llamar la atención del prospecto. Está basado principalmente en un párrafo de texto denominado titular y formateado en un tamaño de letra suficientemente grande para que sea fácilmente leído antes de los 20 primeros segundos desde que el visitante abre la página.
Puede combinarse también con un encabezado gráfico (imagen gráfica ó banner) que se sitúa justo encima del titular de texto.
También suele contener un subtítulo cuyo objetivo principal es hablar acerca del titular y aumentar el interés del prospecto para que siga leyendo la carta de ventas.
Bloque credencialesEste segundo bloque tiene como objetivo establecer la confianza de la empresa que realiza la oferta y está compuesto de varios párrafos de texto donde se desgranan los argumentos para establecer la credibilidad del vendedor.
Bloque beneficios - informaciónEste es el bloque destinado a resaltar los beneficios que el producto, servicio o la oferta tendrán para el prospecto si realiza la acción objetivo de la carta de ventas. Aquí se dan los motivos principales por los que el potencial cliente debería tomar una acción y se detalla aquello que obtendrá si la toma. Pero no se habla del producto o del servicio.
Bloque presentación del productoDestinado a informar al prospecto del producto, servicio o recurso que se está promocionando, resaltando las características y bondades del mismo en un lenguaje de beneficios para el prospecto.
Bloque testimoniosEste bloque lo formarán los testimonios reales de clientes satisfechos o de personas que hayan utilizado el producto, servicio o recurso y cuyo objetivo es fijar la credibilidad de la oferta que se está haciendo en la carta de ventas.
Bloque garantíasEste apartado está reservado a comunicar al cliente la garantía que tiene con la adquisición del producto, servicio o recurso y el objetivo es vencer la barrera de la desconfianza, al no poder probar previamente, ver o tocar el producto o el servicio, ya que estamos hablando de venta por Internet o de venta mediante marketing directo: Venta postal, venta por catálogo o venta por tele-promoción.
Bloque llamada a la acciónDestinado a solicitar del prospecto que realice una acción determinada: Compra, suscripción, solicitud de información adicional, llamada telefónica, etc. Es un bloque importante pues toda la carta de ventas va dirigida a ir preparando al prospecto para que esté en la mejor disposición para tome una decisión positiva. En le caso de que dicha acción sea la compra de un producto o servicio, este es el lugar donde por primera vez se le informa al prospecto del precio de la oferta que se está promocionando.
Bloque bonos o regalíasSi la oferta llevara elementos adicionales como regalo mientras dura una determinada promoción, este es el siguiente apartado que deberá ir en la carta de ventas y cuyo objetivo es ayudar al prospecto a tomar una decisión positiva incentivado por la oportunidad de conseguir los regalos de la promoción.
Bloque resumenEspecialmente diseñado para resumir los beneficios de la oferta que se está promocionando con esta carta de ventas y para volver a solicitar del prospecto que tome una acción.
Este es el conjunto de bloques básicos que contienen la mayoría de las cartas de venta que uno puede encontrar en los webs comerciales de Internet y el orden en que están colocados. No obstante se pueden incluir otros bloques e incluso variar algunas posiciones de estos: Por ejemplo la colocación del bloque testimonios justo después del bloque encabezado o incorporar un bloque adicional de testimonios, incluso en una página web aparte.

### Principales usos de las cartas de venta
Las cartas de venta son ampliamente utilizadas para promocionar productos y servicios en Internet, especialmente desde los llamados micro sitios web y constituyen la base de las páginas de aterrizaje. También son ampliamente utilizadas en el marketing directo, especialmente en el marketing postal y también una variación de estas cartas de venta escritas, constituyen la base de los info comerciales de televisión en las tele-tiendas, aunque en esta ocasión basados en imágenes de video y narraciones de audio.

## Elaboración de cartas publicitarias
Debido a la naturaleza de los correos electrónicos de marketing de respuesta directa, pueden probarse a fondo de forma continua para determinar qué versión es la mejor para convertir a los lectores en clientes. Los correos electrónicos promocionales suelen desarrollarse por fases, con pruebas divididas de diferentes elementos. De este modo, el responsable de marketing o el redactor publicitario pueden confirmar qué titular, cuerpo de texto o diseño gráfico convierte mejor. En la web, puede realizar un seguimiento de variables adicionales como el número de correos electrónicos abiertos, la tasa de rebote, las conversiones a caja.

## Vídeo por correo electrónico
El vídeo por correo electrónico es un medio cada vez más popular para el marketing por correo electrónico y se utiliza para mostrar la identidad de la marca, enviar boletines informativos y anunciar eventos, líneas de productos o lanzamientos. En 2017, MarTech Advisor informó de que añadir vídeo al contenido del correo electrónico puede aumentar las tasas de clics hasta en un 300 por ciento. Los recientes avances tecnológicos han provocado un resurgimiento del uso de HTML5 y vídeo en el correo electrónico, ya que ahora es más difícil mantener el compromiso que en el pasado.
En su libro de 2014 Big Social Mobile, David F. Giannetto señaló que los profesionales del marketing que utilizan vídeos en el correo electrónico citan "el aumento de las tasas de clics, el aumento del tiempo dedicado a la lectura de correos electrónicos, el aumento de compartir y reenviar, el aumento de las tasas de conversión y el aumento de los ingresos en dólares como principales beneficios, y los visitantes que ven vídeos de productos tienen un 85% más de probabilidades de comprar que los visitantes que no lo hacen". Giannetto también señaló que sólo uno de cada cuatro profesionales del marketing utilizaba vídeo en los correos electrónicos, y que el 43% afirmaba no hacerlo por "falta de contenido de vídeo disponible".

## Referințe
1. ↑  «Split Testing in Email Marketing Explained with Examples». thebigmarketing.com. Consultado el 29 de julio de 2024.
2. ↑  «Stop guessing and start testing: Improve your emails with A/B split testing». blog.aweber.com. Consultado el 29 de julio de 2024.
3. ↑  «8 Really Cool Ways to Use Video in Email Marketing». blog.hubspot.com. Consultado el 29 de julio de 2024.
4. ↑  «How To Create A Video Sales Letter». www.skylinesocial.com. Consultado el 29 de julio de 2024.
5. ↑  «Personalization and Optimization Will Be the Focus for Email Marketers in 2017». www.spiceworks.com. Consultado el 29 de julio de 2024.
6. ↑  «41 new video marketing statistics to fuel your strategy». www.impactplus.com. Consultado el 29 de julio de 2024.
8 Facts About Tabs Chocolate Marketing Strategy - The Markelite
7. ↑  «A Complete Guide to Using Video Content to Boost Email Marketing Campaigns». pixteller.com. Consultado el 29 de julio de 2024.
8. ↑  «HTML5 and Video in Email». www.campaignmonitor.com. Consultado el 29 de julio de 2024.
9. ↑  «57 Must-Read Email Marketing Articles». www.getvero.com. Consultado el 29 de julio de 2024.
10. ↑  «David Giannetto». c-suitenetwork.com. Consultado el 29 de julio de 2024.

- Datos: Q7404319